# Cote 465
Pour plus de détails, voir Fiche technique et Distribution.
Cote 465 (titre original : Men in War) est un film américain réalisé par Anthony Mann, sorti en 1957.

## Synopsis
Au cours de la guerre de Corée, le 6 septembre 1950, dix-sept soldats américains isolés, ayant à leur tête le lieutenant Benson, doivent atteindre la cote 465 pour rejoindre leur unité. Ils rencontrent le sergent « Montana » qui ramène à l'arrière sur une jeep son colonel en état de choc. Le lieutenant réquisitionne la jeep pour transporter le matériel, contre la volonté du sergent. Les deux hommes totalement opposés vont s'affronter tout au long de leur pérégrination. Finalement, ils combattront ensemble pour la prise de la cote 465.

## Fiche technique
- Titre français : Cote 465
- Titre original : Men in War
- Réalisation : Anthony Mann
- Scénario : Philip Yordan et Ben Maddow, d'après le roman Day Without End de Van Van Praag
- Photographie : Ernest Haller
- Montage : Richard C. Meyer
- Musique : Elmer Bernstein
- Direction artistique : Frank Paul Sylos
- Costumes : Norman Martien
- Son : Jack Solomon
- Producteurs : Sidney Harmon et Anthony Mann
- Société de production : Security Pictures
- Société de distribution : United Artists
- Pays de production :  États-Unis
- Langue originale : anglais
- Format : noir et blanc — 35 mm — 1,85:1 — son Mono (Western Electric Recording)
- Genre : Film dramatique, Film d'action, Film de guerre
- Durée : 102 minutes
- Dates de sortie : 
  - États-Unis : 19 mars 1957
  - France : 7 juin 1957

## Distribution
- Robert Ryan (VF : Jean Martinelli) : lieutenant Mark Benson
- Aldo Ray (VF : Jean Clarieux) : sergent Joseph R. Willomet, alias « Montana »
- Robert Keith : le colonel
- Vic Morrow (VF : Marc Cassot) : caporal Zwickley
- Philip Pine (VF : René Arrieu) : sergent Riordan
- Adam Kennedy : soldat Maslow
- James Edwards (VF : Georges Aminel) : sergent Killian
- L.Q. Jones (VF : Roger Rudel) : sergent Davis
- Nehemiah Persoff (VF : Roland Ménard) : sergent Lewis
- Anthony Ray : soldat Penelli
- Scott Marlowe (VF : Paul Lhorca) : soldat Meredith
- Race Centry : soldat Haines
- Walter Kelley : soldat Ackerman
- Robert Normand (VF : Jean Violette) : soldat Christensen
- Michael Miller : soldat Lynch
- Victor Sen Yung : tireur d'élite coréen

## À noter
- À la sortie du film dans les salles, l'armée des États-Unis trouva le film offensant pour la dignité des officiers, aussi bien de métier que conscrits[1].
- Le personnage du colonel, interprété par Robert Keith, n'a quasiment aucun dialogue. Il essaye de parler à deux reprises mais sans succès et il n'arrivera à prononcer qu'un seul mot (« fils », en parlant au personnage de Montana) juste avant de mourir[1].